# Bán lẻ Agile
Bán lẻ Agile là mô hình bán lẻ trực tiếp cho người tiêu dùng, sử dụng dữ liệu lớn để cố gắng dự đoán xu hướng, quản lý chu kỳ sản xuất hiệu quả và quay vòng nhanh hơn các phong cách mới nổi. Bán lẻ Agile áp dụng các khái niệm từ Agile và Lean trong kinh doanh bán lẻ và nhằm đáp ứng nhanh hơn nhu cầu của khách hàng. Mô hình bán lẻ này được sử dụng bởi Amazon. Khái niệm này biến các nhà bán lẻ thương mại điện tử thành các nền tảng theo yêu cầu xác định hàng tồn kho và cung cấp các sản phẩm mong muốn trực tiếp đến người tiêu dùng, từ đó giảm chi phí. Trọng tâm chính của bán lẻ Agile là xác định các xu hướng phổ biến với người tiêu dùng tại một thời điểm nhất định và cung cấp các sản phẩm đó bằng các khái niệm sản xuất Agile.
Các chuyên gia trong ngành thời trang cho rằng bán lẻ Agile là bước tiếp theo của bán lẻ thời trang, đặc biệt là doanh số bán hàng trực tuyến đang tăng. Agile Retail cung cấp nhiều tùy chọn hơn cho khách hàng, thường ở mức giá thấp hơn và giao sản phẩm trực tiếp cho họ. Bán lẻ Agile là một hình thức mới của thời trang nhanh, áp dụng các khái niệm về kiểu dáng của Agile, và Lean, trong kinh doanh bán lẻ thời trang. Đó cũng là tất cả về việc phục vụ khách hàng tốt hơn bằng cách phù hợp với nhu cầu thay đổi của họ.

## Lịch sử
Hệ tư tưởng Agile có thể bắt nguồn từ các nguyên tắc sản xuất tinh gọn được phát triển tại Toyota vào những năm 1950. Sản xuất tinh gọn tập trung vào việc loại bỏ chất thải trong quá trình sản xuất. Mục đích cơ bản là tối đa hóa hiệu quả trong quá trình sản xuất nhằm tăng cường năng suất và chi phí thấp hơn. Trước đó, khái niệm bán lẻ Agile được áp dụng chủ yếu vào sản xuất hàng hóa cứng như ô tô.
Trong những năm gần đây, bán lẻ Agile, đặc biệt là trong ngành thời trang, tận dụng nhiều nguyên tắc đã làm cho các công ty công nghệ mạnh mẽ khác thành công trong ngành công nghiệp tương ứng.
Trong một công ty thời trang truyền thống, một nhà thiết kế tạo ra toàn bộ bộ sưu tập thường dựa trên cảm hứng của anh ấy hoặc cô ấy. Các bộ sưu tập sau đó được phô trương tại các buổi trình diễn thời trang để các nhà bán lẻ lớn xem trước và cuối cùng tìm đường để lưu trữ kệ, 6 đến 12 tháng sau. Agile Retail biến các nhà bán lẻ thời trang thành các nền tảng theo yêu cầu, xác định nhu cầu của người tiêu dùng dựa trên nhiều nguồn dữ liệu và cung cấp sản phẩm trực tiếp cho người tiêu dùng. Nhà bán lẻ trực tuyến Lesara có trụ sở ở Đức đã sử dụng khái niệm bán lẻ nhanh trong ngành thời trang.

## Quy trình
Bán lẻ Agile sử dụng dữ liệu lớn để cố gắng ước tính những gì khách hàng muốn và dự đoán nhu cầu và số lượng.
Các công ty bán lẻ Agile có thể phản ứng nhanh hơn với các tình huống thay đổi bằng cách sử dụng dữ liệu từ quy trình này. Mục đích là để biết nhu cầu của người tiêu dùng tại bất kỳ điểm nào. Doanh nghiệp Agile nhấn mạnh vào sự lặp lại về sự hoàn hảo, khả năng di chuyển nhanh chóng và không ngừng học hỏi và thích nghi.

## Ưu điểm
- Sử dụng dữ liệu lớn để tìm ra những gì người tiêu dùng muốn nhanh hơn.[7]
- Khả năng đáp ứng nhu cầu thay đổi nhanh hơn so với bán lẻ truyền thống.[4]
- Cá nhân hóa nhu cầu của người mua sắm.[7]
- Sử dụng dữ liệu lớn và phân tích dữ liệu.[4]
- Chuỗi cung ứng hiệu quả hơn, giảm chất thải.[7]

## Nhược điểm
- Bán lẻ Agile phụ thuộc một phần vào các nhà bán lẻ truyền thống, đặc biệt là các nhà bán lẻ hàng xa xỉ, trong việc thiết lập các xu hướng được sử dụng làm nguồn cảm hứng.[11]